# Laurita Vaz
Laurita Hilário Vaz (Anicuns, 21 de outubro de 1948) é uma jurista e magistrada brasileira. Foi ministra do Superior Tribunal de Justiça (STJ) de 2001 a 2023, sendo a primeira mulher a presidir o tribunal, de 2016 a 2018.

## Família e educação
Nascida em 1948 em Anicuns, cidade de Goiás, Vaz é filha de José Joaquim Hilário e Luzia José da Conceição. Casou-se com José Francisco Vaz, com quem teve três filhos.
Em 1976, Vaz graduou-se em direito pela Pontifícia Universidade Católica de Goiás (PUC-GO). Posteriormente, especializou-se em direito penal e em direito agrário pela mesma instituição.

## Carreira
Entre 1978 e 1984, Vaz foi promotora de Justiça do Ministério Público do Estado de Goiás. Em seguida, ingressou no Ministério Público Federal como procuradora da República. Foi promovida ao cargo de procuradora regional em 1997 e a subprocuradora-geral da República em 2000. Foi membro do Conselho Penitenciário do Distrito Federal entre 1986 e 1998, presidindo-o de 1995 a 1997.
Foi professora do Instituto de Educação Superior de Brasília (IESB) e do Centro Universitário de Brasília (UniCEUB), onde lecionou direito processual penal. Recebeu do IESB o título de doutora honoris causa em 2017.

### Magistratura
Em 2001, Vaz foi nomeada ministra do Superior Tribunal de Justiça pelo presidente Fernando Henrique Cardoso, em vaga destinada a membro do Ministério Público, após indicação em lista sêxtupla por seus pares do MP e em lista tríplice pelos membros do próprio tribunal. Tomou posse em 26 de junho de 2001.
De 2011 a 2014, Vaz compôs o Tribunal Superior Eleitoral. Em 2014, elegeu-se vice-presidente do STJ, permanecendo no cargo até 2016, quando ascendeu como presidente. Empossada em 1º de setembro de 2016, foi a primeira mulher a presidir o STJ.
Aposentou-se em 19 de outubro de 2023.

#### Decisões

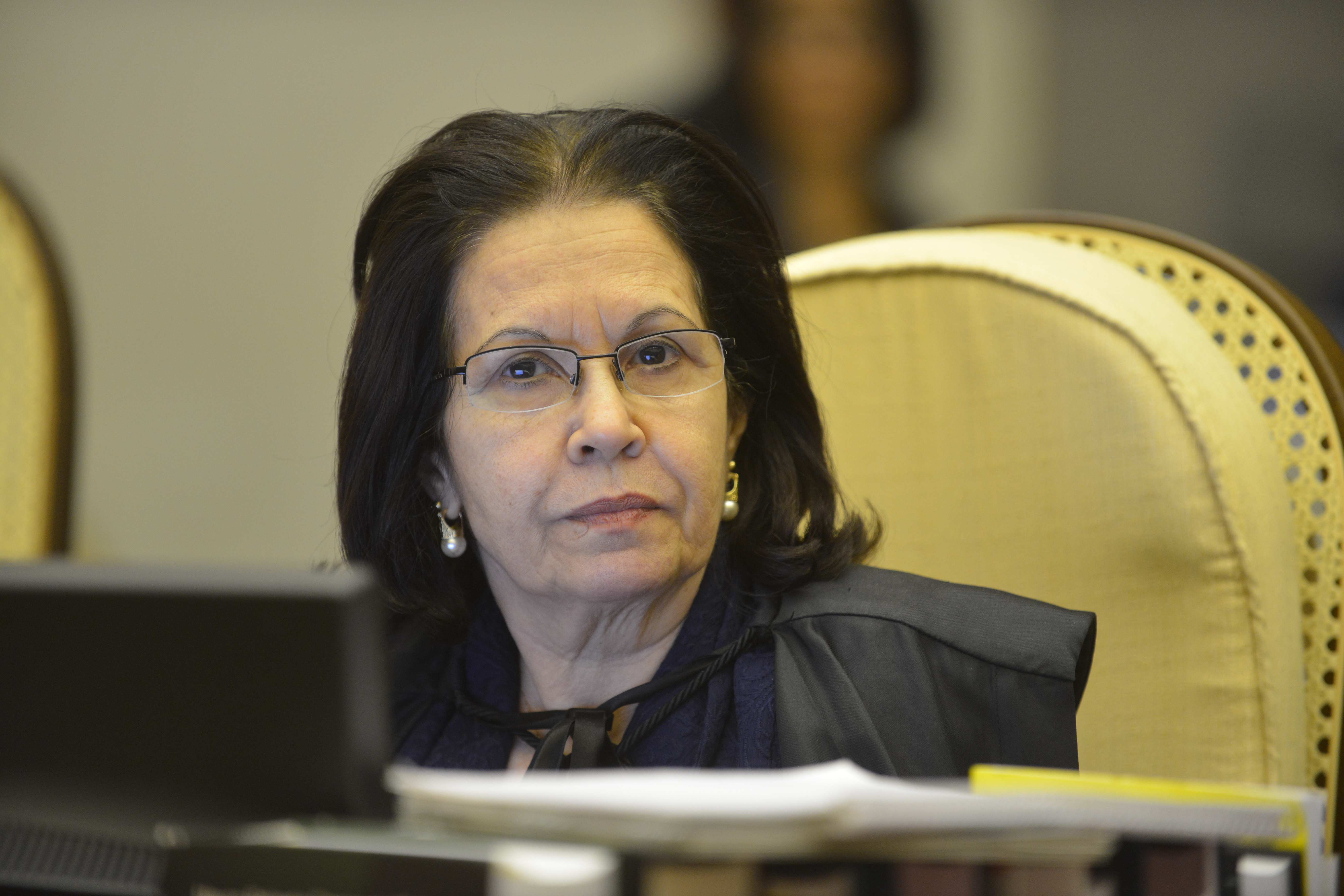
Vaz durante sessão de julgamento no Superior Tribunal de Justiça, em 2013

Ao completar quinze anos como ministra do Superior Tribunal de Justiça, Vaz afirmou em 2016 ter julgado 150 mil processos neste período.
De crença católica ortodoxa, gerou repercussão na imprensa em 2004 ao proferir uma decisão liminar favorável ao pedido de um padre para que fosse impedida uma interrupção de gravidez de anencéfalo, que morreu logo após o parto. Diante da polêmica do caso, a ministra afirmou que "a decisão criticada nada mais fez do que aplicar a legislação pátria, que, boa ou ruim, é a Lei votada e aprovada pelo Parlamento."
Em 2017, Vaz restabeleceu decisão que concedeu prisão domiciliar a Roger Abdelmassih, alegadamente por conta de erro quanto ao recurso interposto pelo Ministério Público.
Em 2018, Vaz negou habeas corpus impetrado em favor do ex-presidente Luiz Inácio Lula da Silva. Na decisão, criticou a ordem concedida pelo desembargador Rogério Favreto, a qual teria causado "perplexidade e intolerável insegurança jurídica", bem como elogiou os magistrados Sergio Moro, João Pedro Gebran Neto e Thompson Flores, que buscaram reverter as decisões de Favreto. Também negou outros 142 pedidos análogos.
Em 2019, Vaz votou pela soltura de Michel Temer, ex-presidente da República preso naquele ano, afirmando: "A despeito da demonstração da gravidade (dos fatos apurados), da existência de indícios de autoria, não há nenhuma razão concreta para se impor a medida cautelar mais grave, de modo a justificar esta prisão cautelar."
Em 2020, como relatora da ação, Vaz votou pela manutenção no Rio de Janeiro das investigações sobre o assassinato de Marielle Franco, pois considerou que as investigações estavam sendo adequadamente realizadas e que eventual transferência poderia "frustrar os resultados perseguidos."
Durante a pandemia de COVID-19, Vaz indeferiu liminar de uma aposentada que almejava locomover-se livremente em seu estado sem correr o risco de sofrer sanções, mesmo diante de descumprimento das medidas de distanciamento social. Em 2020, Vaz manteve o monitoramento realizado pelo governo paulista para aferir o nível de distanciamento social.